# Едельберт Дінья
Едельберт Дінья (англ. Edelbert Dinha, нар. 14 березня 1979, Хараре) — зімбабвійський футболіст, що грав на позиції півзахисника, зокрема за національну збірну Зімбабве. По завершенні ігрової кар'єри — тренер.

## Клубна кар'єра
У дорослому футболі дебютував 1992 року виступами за команду «Даррин Ті», в якій провів два сезони, взявши участь у 50 матчах чемпіонату. Згодом протягом року грав за «КАПС Юнайтед», після чого перебрався до Польщі, де по одному року провів у складі команд «Сокул» (Пневи) та «Сокул» (Тихи). У кожній із цих команд провів лише по декілька матчів, а 1996 року повернувся на батьківщину, до«КАПС Юнайтед».
1998 року перейшов до «Севен Старс», представника футбольної першості ПАР. Згодом виступав у цій же країні за «Аякс» (Кейптаун), «Орландо Пайретс», «ФК АК» та «Мпумаланга Блек Ейсез», виступами за останній у 2008—2009 роках завершив ігрову кар'єру.

## Виступи за збірну
1997 року дебютував в офіційних матчах у складі національної збірної Зімбабве.
У складі збірної був учасником Кубка африканських націй 2006 року в Єгипті. Загалом за національну команду провів 33 гри, забивши один гол.

## Кар'єра тренера
Невдовзі по завершенні кар'єри гравця, 2012 року, очолив тренерський штаб клубу «Шумба».